# Czubniczek czarnołuskowy

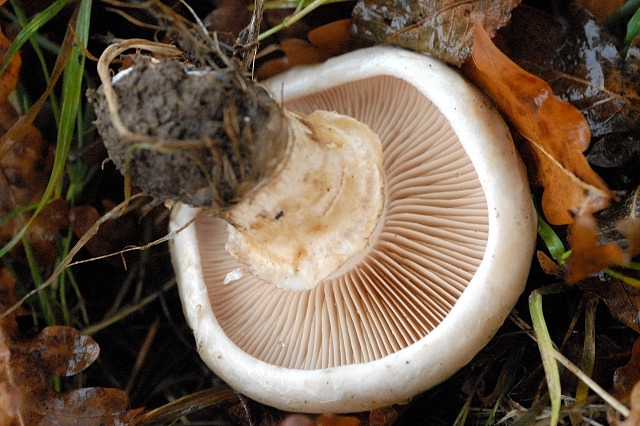
Hymenofor Chamaemyces fracidus

Czubniczek czarnołuskowy (Chamaemyces fracidus (Fr.) Donk) – gatunek grzybów należący do rodziny pieczarkowatych (Agaricaceae).

## Systematyka i nazewnictwo
Pozycja w klasyfikacji według Index Fungorum: Agaricaceae, Agaricales, Agaricomycetidae, Agaricomycetes, Agaricomycotina, Basidiomycota, Fungi.
Po raz pierwszy takson ten zdiagnozował w 1838 r. Elias Fries nadając mu nazwę Agaricus fracidus. Obecną, uznaną przez Index Fungorum nazwę nadał mu w 1962 r. Marinus Anton Donk.
Niektóre synonimy naukowe:

- Agaricus demisannulus Secr. ex Fr. 1874
- Agaricus demisannulus Secr. 1833
- Agaricus fracidus Fr. 1838
- Armillaria fracida (Fr.) Gillet 1874
- Armillaria irrorata (Quél.) J.E. Lange 1935
- Chamaemyces demisannulus (Secr. ex Fr.) M.M. Moser, in Gams 1967
- Drosella demisannula (Secr. ex Fr.) Locq. 1954
- Drosella fracida (Fr.) Singer 1951
- Drosella irrorata (Quél.) Kühner & Maire 1935
- Lepiota demisannula (Secr. ex Fr.) Sacc. 1887
- Lepiota irrorata Quél. 1883
- Lepiotella irrorata (Quél.) Singer 1936

Nazwę polską zaproponował Władysław Wojewoda w 2003 r..

## Morfologia
Wytwarza owocniki z mięsistymi kapeluszami o średnicy 3–8 cm, barwy beżowej lub bladoochrowej, czasami z ciemnymi plamkami na powierzchni, o blaszkowym hymenoforze. Blaszki są gęsto rozstawione, nie przyrośnięte do trzonu (wolne), barwy jasnokremowej, o regularnej tramie. Trzony mają widoczną strefę pierścieniową, poniżej której na ich powierzchni znajduje się brązowy, łuskowaty nalot. Zarodniki czubniczka czarnołuskowego są eliptyczne, o rozmiarach 4–5 × 2–3 μm, bez pory rostkowej, a ich wysyp jest biały, nieamyloidalny.

## Występowanie i siedlisko
W Polsce gatunek rzadki. Znajduje się na Czerwonej liście roślin i grzybów Polski. Ma status R – potencjalnie zagrożony z powodu ograniczonego zasięgu geograficznego i małych obszarów siedliskowych. Znajduje się na listach gatunków zagrożonych także w Niemczech, Danii, Estonii, Norwegii, Holandii, Finlandii, Słowacji, Czechach.
W Europie owocniki pojawiają się od lipca do października, przeważnie w lasach liściastych, na glebie (szczególnie wapiennej) lub spróchniałym drewnie.

## Znaczenie
Saprotrof. Grzyb jadalny.